# Nican Mopohua

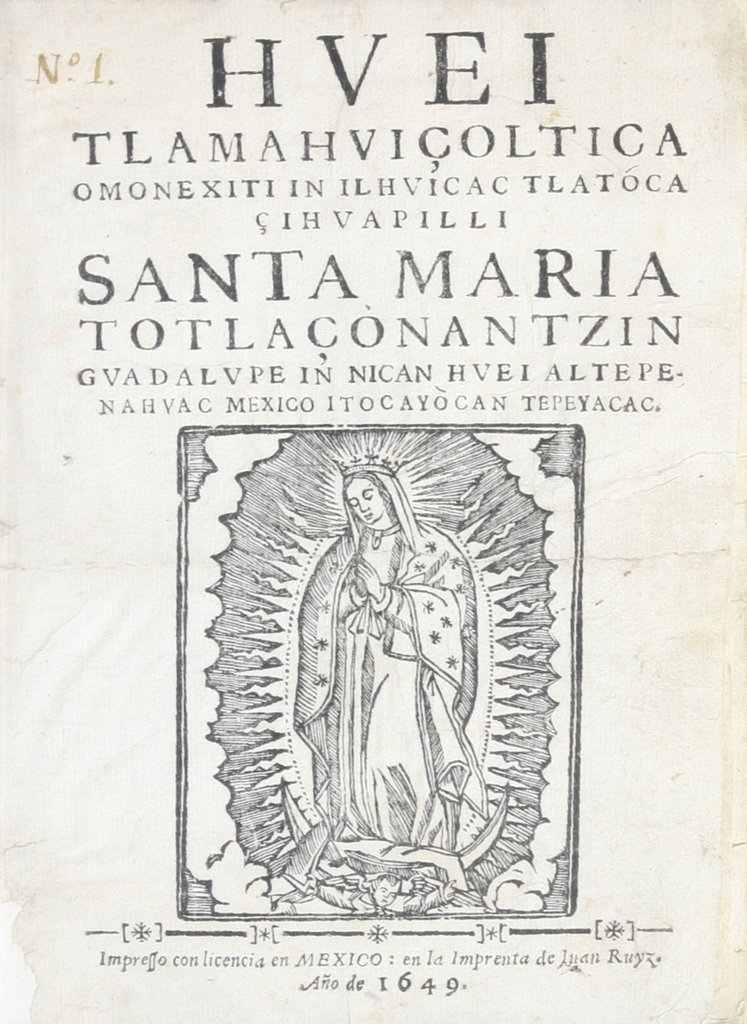
Capa do Huei tlamahuiçoltica,
que contém entre suas páginas o Nican mopohua.

Nican Mopohua é a história, bem conhecida em Nahuátl, das aparições de Nossa Senhora de Guadalupe no monte Tepeyac, ao norte da atual Cidade do México. Nican Mopohua (que se traduz como "narrado aqui" ou "aqui se conta") são realmente as duas primeiras palavras dessa história cujo autor, de acordo com o editor Luis Lasso de la Vega, é Antonio Valeriano. O Nican Mopohua está contido em um livro maior, Huei tlamahuiçoltica, o grande sucesso publicado em 1649. O título deste trabalho é realmente "Huei tlamahuizoltica omonexiti em Ilhuicac tlatohcacihuapilli Santa Maria Totlazonantzin Guadalupe em Nican Huei altepenáhuac México itocayocan Tepeyacac" (traduzido como: "para um grande milagre, apareceu a rainha celestial, nossa preciosa mãe Santa Maria de Guadalupe, perto da grande Altepetl do México, onde se chama monte Tepeyacac").